# Franciszek Kanigowski (zm. 1785)
Franciszek Kanigowski herbu Lis (zm. w 1785 roku) – kasztelan wyszogrodzki w 1777 roku, marszałek konfederacji radomskiej ziemi wyszogrodzkiej w 1767 roku, podczaszy wyszogrodzki w 1746 roku, stolnik wyszogrodzki w 1750 roku.

## Życiorys
Jako poseł ziemi wyszogrodzkiej na sejm elekcyjny był elektorem Stanisława Augusta Poniatowskiego w 1764 roku z ziemi wyszogrodzkiej. W załączniku do depeszy z 2 października 1767 roku do prezydenta Kolegium Spraw Zagranicznych Imperium Rosyjskiego Nikity Panina, poseł rosyjski Nikołaj Repnin określił go jako posła właściwego dla realizacji rosyjskich planów na sejmie 1767 roku, poseł ziemi wyszogrodzkiej na sejm 1767 roku.  
Był żonaty z Apolonią Niemojewską, miał córkę Teklę (ur. 24 czerwca 1750 w Kościelnej Wsi na Kujawach lub na Litwie, zm. w 1821 lub 1822), od 1765 siostrę zakonną norbertankę.